# 대한민국 헌법 제6장
대한민국 헌법 제6장은 대한민국 헌법에서 사법부를 이루는 헌법재판소에 대하여 기술하고 있는 장이다. 헌법 제6장에서 법률에 유보한 사항들을 규율하기 위하여 헌법재판소법이 제정되어 있다.

## 구성
- 제111조 헌법재판소의 관장사항과 재판관의 임명
- 제112조 헌법재판관의 임기와 자격 등
- 제113조 헌법재판소의 위헌결정 등의 절차와 조직·운영 등

## 역사
1987년 개정된 헌법에 의해 1988년 헌법재판소가 출범하였다. 그 이전에는 탄핵재판소, 법원과 헌법위원회가 헌법재판소의 기능을 담당했다. 제2공화국 헌법에서 헌법재판소의 설치가 규정되었으나 5·16 군사 정변으로 실제로 구성하지 못하고 폐지된 바 있었다.

## 같이 보기
- 대한민국 헌법
- 대한민국 사법부
- 대한민국 헌법재판소